# 転換比
転換比（てんかんひ）とは、原子炉において、消費される核分裂性物質（例えば、ウラン233、ウラン235或いはプルトニウム239）の量と、生成される核分裂性物質（トリウムサイクルの場合にはウラン233、ウラン-プルトニウムサイクルの場合にはプルトニウム239）の量との比であり、この割合が1を超えると、転換とは呼ばずに増殖と呼ばれるようになる。軽水炉における転換比は1未満であり、転換比が1を超える原子炉を増殖炉 (en:Breeder_reactor) という。高速中性子による増殖炉を高速増殖炉と呼ぶ。高速増殖炉の転換比は1.2程度となるように設計されることが普通である。
また、転換比は1未満であるが、通常の原子炉よりも転換比が高い炉として新型転換炉などがある。
ウラン-プルトニウムサイクルの場合、臨界状態の原子炉内では、ウラン235が中性子を吸収し、二つの原子核と幾つかの中性子に分裂する核分裂反応と、ウラン238が中性子を吸収しプルトニウム239に変換される現象が起こっている。この使用済み燃料には、核分裂を起こさないウラン238、核分裂を起こすウラン235の燃え残り、および、ウラン238から転換されたプルトニウム239、プルトニウム241等が含まれており、燃え残りのウラン235、プルトニウム239、プルトニウム241は、燃料を再処理することで新たな燃料へと生まれ変わることができる。